# Đồng Sơn, Nam Trực
Đồng Sơn là xã thuộc huyện Nam Trực, tỉnh Nam Định, Việt Nam.

## Lịch sử hình thành
Xã Đồng Sơn được hình thành trên hầu hết phần đất cũ của tổng Sa Lung của huyên Nam Chân (Sau đổi huyện Nam Chân thành huyên Nam Trực). Sau cách mạng tháng 8 năm 1945 hàng loạt các xã mới được thành lập trên cơ sở sáp nhập các làng - xã cũ. Các xã Tây Lạc, Hà Liễu, Đồng Lạc và thôn Thượng Đồng của tổng Sa Lung với xã Phú Thọ của tổng Bái Dương và xã Phù Ngọc của tổng Duyên Hưng thành lập xã mới lấy tên là Đồng Lạc. Các xã Yên Lung, Giao Cù, Vân Lung, Dương Độ, Sa Lung của tổng Sa Lung thành lập xã mới lấy tên là Bắc Sơn.
Ngày 15 tháng 10 năm 1952 Thủ tướng Chính phủ ra Nghị định số 224 -TTg đổi tên 15 xã trong huyện: Đổi xã Đồng Lạc thành xã Nam Đồng, đổi xã Bắc Sơn thành xã Nam Thành.
Chia tách xã Nam Đồng thành 2 xã Nam Đồng và xã Nam Phúc. Xã Nam Đồng gồm các thôn: Tây Lạc, Đông Lạc và Thượng Đồng. Xã Nam Phúc gồm các thôn: Phú Thọ và Phù Ngọc (sau đổi thôn Phù Ngọc thành Phú Thụ).
Chia tách xã Nam Thành thành 2 xã Nam Thành và xã Nam Thượng. Xã Nam Thành gồm thôn: Nam Phong, Giao Cù, Vân Cù, An Lộc. Xã Nam Thượng gồm các thôn: Sa Lung, Dương Độ, Thôn Khoát, Giao cù Thượng.
Sau cách mạng tháng 8 năm 1945 hình thành một số thôn mới. Tách thôn Giao Cù thành Giao Cù Thượng và Giao Cù Trung.
Ngày 21/08/1971 hợp nhất hai xã Nam Thành và Nam Thượng thành xã Bắc Sơn.
Ngày 23/09/1976 hợp nhất hai xã Nam Đồng và Bắc Sơn thành xã Đồng Sơn.

## Địa giới hành chính
- Phía bắc giáp các xã Nam Dương, Bình Minh và xã Đại Thắng huyện Vụ Bản với ranh giới tự nhiên là sông Nam Định.
- Phía đông giáp xã Nam Thái và Nam Tiến.
- Phía nam giáp xã Nam Thái và Nghĩa Đồng huyện Nghĩa Hưng.
- Phía tây giáp xã Nghĩa Đồng và Nghĩa Thịnh huyện Nghĩa Hưng.[4]

## Hành chính
Xã Đồng gồm 11 thôn của các xã cũ là Nam Thành, Nam Thượng và Nam Đồng gồm: Sa Lung, Dương Độ, Thôn Khoát, Giao Cù Thượng, Giao Cù Trung, Vân Cù, An Lộc, Tây Lạc, Đông Lạc, Thượng Đồng, Nam Phong và Vườn Trại.

## Giao thông
Xã có tỉnh lộ ĐT490 và ĐT 487 chạy qua.